# بور تری‌اکسید
برون تری‌اکسید یا اکسیدِ برون با فرمول شیمیایی B2O3، جامدی نسوز (دیر آتش‌گیر) از خانواده اکسیدها و بدون بو و رنگ است. حلال‌پذیری این ماده در آب متوسط بوده و ۳ گرم از این ماده در ۱۰۰ میلی‌لیتر آب حل می‌شود.